# 庆阳府
庆阳府，北宋时设置的府。

庆阳府在甘肃省的位置（1820年）

宣和七年（1125年）改庆阳军置，治所在安化县（今甘肃省庆阳市庆城县）。属永兴军路。金朝为庆原路治，下领：三县（安化县、彭原县、合水县）、二城、一堡、三寨、七镇，辖境约当今甘肃省西峰、庆城、华池、合水等市县地。元朝时属巩昌都总帅府。明朝洪武二年（1369年）五月，直隶陕西行省。洪武中复置安化县，环县、宁州归属庆阳府。万历二十九年（1601年），真宁县由宁州改属庆阳府。终明一朝，庆阳府下领一州（宁州），四县：安化县、合水县、环县、真宁县。清朝时，属甘肃省。辖境略有扩展，相当今西峰、庆城、合水、环县、宁县、正宁等市县地。1913年全国废府，废。

## 历任长官
金朝庆阳尹
- 郑建充（1141年）
- 完颜婆卢火（1141年）
- 庞迪（1147年—1156年）
- 张中彦（1157年—1158年）
- 完颜思敬（1159年—1161年）
- 乌延蒲辖奴（1162年）
- 颜盏门都（1165年—1169年）
- 仆散浑坦（1170年）
- 蒲察郑留（1210年—1213年）
- 完颜庆山奴（1216年—1217年）
- 移剌塔不也（1217年—1219年）
- 子容（1220年）
- 纥石烈牙吾塔（1228年）
- 乌古论镐（1230年—1231年）[3]

## 外部連結
[在维基数据编辑]
 《欽定古今圖書集成·方輿彙編·職方典·慶陽府部》，出自陈梦雷《古今圖書集成》